# Serviço de mensagens curtas

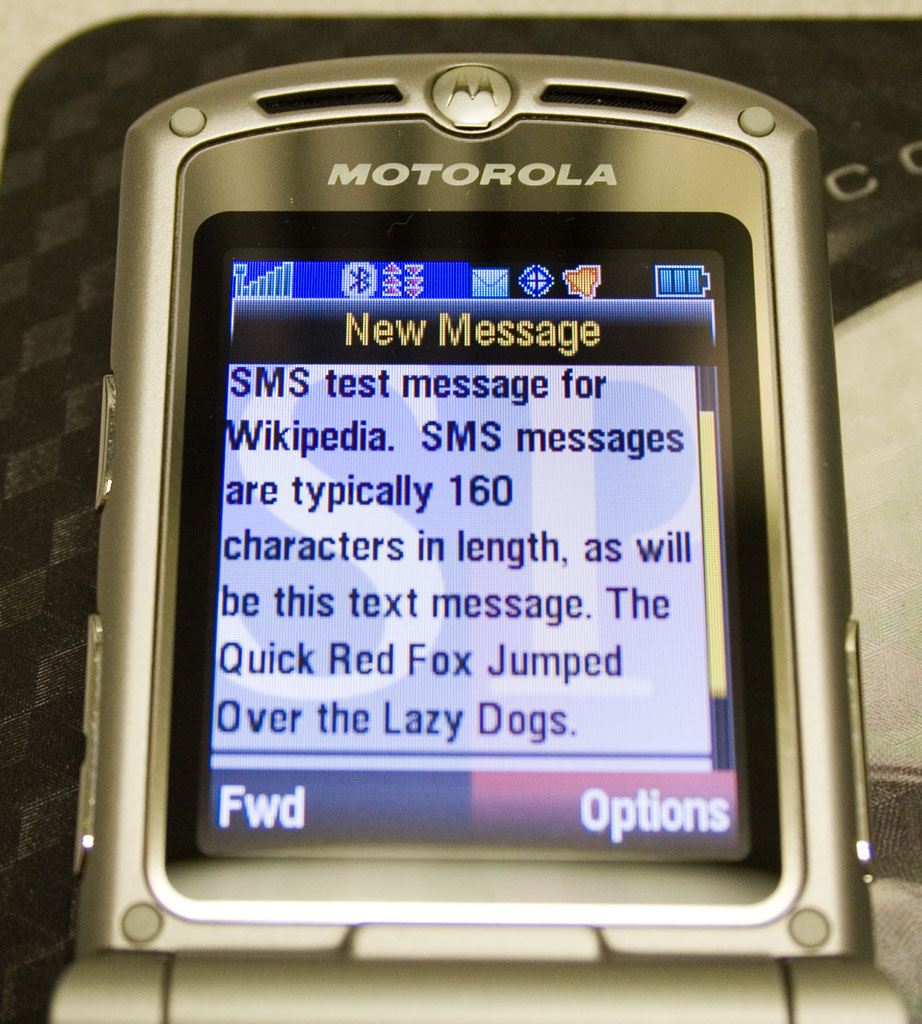
Exemplo de uma Short Message Service.

E.161, um layout de alfabeto de teclado móvel comum.

Serviço de mensagens curtas (em inglês: Short Message Service, SMS) é um serviço disponível em celulares (telemóveis) digitais que permite o envio de mensagens curtas (até 160 caracteres) entre estes equipamentos e entre outros dispositivos de mão (handhelds), e até entre telefones fixos (linha-fixa), conhecidas popularmente como mensagens de texto. Este serviço pode ser tarifado ou não, dependendo da operadora de telefonia e do plano associado.
SMS originalmente foi projetado como parte do GSM (Sistema de comunicação móvel global) padrão digital de telefone celular, mas está agora disponível num vasto leque de redes, incluindo redes 3G, 4G e até 5G.
Já se discute e planeja-se sua evolução através do serviço de mensagens multimídia (em inglês: Multimedia Messaging Service, MMS). Com o MMS, os usuários podem enviar e receber mensagens não mais limitados aos 160 caracteres do SMS, bem como podem enriquecê-las com recursos audiovisuais, como imagens, sons e gráficos.

## História
O conceito foi inventado pelo engenheiro finlandês Matti Makkonen, em meados da década de 1980. A ideia surgiu na conversa formal com dois colegas, em uma pizzaria em Copenhagen, em 1984. À época, nem guardou os documentos originais e nem se preocupou em patenteá-la. Veio a receber, em 2008, o Prêmio de Inovação pela paternidade do invento, outorgado pela revista The Economist.
A primeira mensagem de texto (SMS) foi enviada em 3 de dezembro de 1992, quando Neil Papworth, um engenheiro de testes da Sema Group, enviou "Merry Christmas" (Feliz Natal) para o telefone Orbitel 901 de seu colega Richard Jarvis.

## Detalhes técnicos

### Vulnerabilidades
O Sistema Global para Comunicações Móveis (GSM), com o maior número de usuários no mundo todo, sofre de várias vulnerabilidades de segurança. No GSM, apenas o tráfego aéreo entre a estação móvel (MS) e a estação base (BTS) é criptografada opcionalmente com uma cifra de fluxo fraca e quebrada (A5/1 ou A5/2).

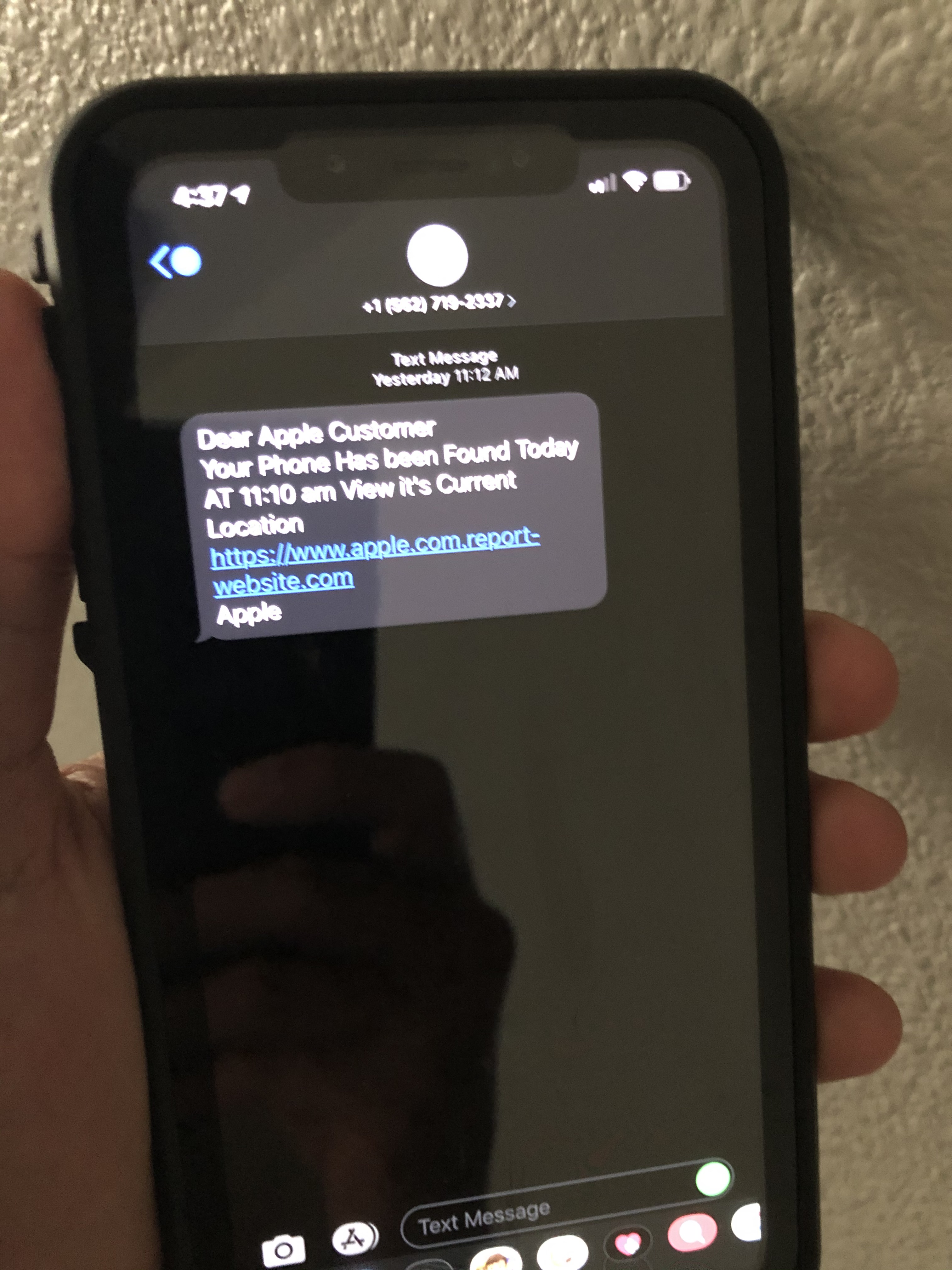
Exemplo de um ataque de phishing em uma mensagem de SMS.

A autenticação é unilateral e também vulnerável. Há também muitas outras deficiências vulnerabilidades de segurança. Tais vulnerabilidades são inerentes ao SMS, como um dos serviços mais superiores e bem usados, com uma vulnerabilidade global nas redes GSM. A troca de mensagens por SMS tem algumas vulnerabilidades de segurança extras devido a sua funcionalidade de armazenar e encaminhar, e o problema de SMS falso que pode ser enviados através da Internet. Quando um usuário está em roaming, o conteúdo SMS passa através de diversas redes, talvez incluindo a Internet, sendo exposto a várias vulnerabilidades e ataques. Outra preocupação surge quando um adversário obtém acesso a um telefone e lê as mensagens anteriores desprotegidas.
Em Outubro de 2005, pesquisadores da Pennsylvania State University publicaram uma análise das vulnerabilidades em redes de celular com capacidade de SMS. Os pesquisadores especularam que os atacantes podem explorar a funcionalidade aberta destas redes para interrompê-las ou fazê-las falhar, possivelmente em uma escala nacional.